# Melanophryniscus pachyrhynus
Melanophryniscus pachyrhynus es una especie de anfibio de la familia Bufonidae.
Habita en el sur de Brasil y el este de Uruguay.
Su hábitat natural incluye praderas inundadas en algunas estaciones y a baja altitud, lagos y marismas intermitentes de agua dulce.
Está amenazada de extinción.